# Demokracja miejska
Demokracja miejska – ogólny zakres działań ruchów miejskich na rzecz partycypacji społecznej oraz prawa do decydowania o działaniach podejmowanych przez władze lokalne. Demokracja miejska jest długoterminowym procesem torowania drogi do możliwości równego współdecydowania o mieście i jego mieszkańcach.

## Geneza ruchów miejskich

### Rola rewolucji przemysłowej
Na skutek industrializacji miast odbywającej się w okresie rewolucji przemysłowej powstały nowe miejsca pracy, które zmieniły warunki przestrzenne i społeczne. W odróżnieniu od rzemieślników i kupców, robotnicy dojeżdżali do zakładów pracy. Posiadali oni przestrzeń, w której żyli, ale nie pracowali. Przed 1750 role zgromadzeń obywatelskich pełniły organizacje religijne czy cechy. Urbanizacja, która jest efektem industrializacji, wywołała emancypację polityczną pracowników. Ponieważ pracodawcy nie mieli wpływu na sferę prywatną robotnika, obszar ten został bez kontroli władz. Był to bodziec do tego, aby wytworzyć oddolne organizacje kulturowe, polityczne. Rolę organizacji tych uznaje się za podwaliny współczesnej demokracji miejskiej.
Efektem rewolucji był między innymi projekt francuskiego barona, Georga-Eugène Haussmanna, którego przebudowę Paryża uważa się za urbanizacyjny symbol zmian porewolucyjnych i nowego planowania przestrzennego. Zamienił on wąskie uliczki na szerokie bulwary (tak by trudniej toczyć tam ewentualne walki, stawiać barykady), poszerzył parki, zmienił strukturę kanalizacji i wodociągów, z których brał się brak higieny (a w efekcie choroby i epidemie). Podzielił miasto na stany społeczne. Doprowadził do dwóch stratyfikacji. Stratyfikacja pionowa oznaczała miejsce zamieszkania w kamienicy: mieszkańcy wyższych pięter mieli niższą pozycję społeczną. Stratyfikacja pozioma oznaczała oddzielenie od siebie zmieszanych obywateli i tworzenia się grup społecznych i etnicznych w mieście. Taki podział zahamował proces tworzenia się ruchów społecznych.

### „Miejskie zasieki” i ich przełamanie
Amerykański politolog, Ira Katznelson, uważa, że przedstawiony podział był drugim impulsem do kontynuowania tworzenia się ruchów miejskich, które wychodziły ze stanów, w jakich ludzie żyli, tzw. „miejskich zasieków”. Podział pogłębił solidarność lokalną. W pracy była to solidarność klasowa, a miejscu zamieszkania – solidarność etniczna. W latach 60. XX wieku amerykańska czarnoskóra ludność, wykluczona z wielu przywilejów, zaczęła się buntować, tworzyć nowe struktury i budować „mosty” pomiędzy „miejskim zasiekami”. Proces ten nie zakończył się. Niemiecki urbanista, Peter Marcuse, twierdzi, że to, co działo się w latach 60. na tak szeroką skalę, to efekt uwarunkowany walką o zatrudnienie, wykształcenie, wolność słowa, organizowania zgromadzeń obywatelskich. To połączenie ze sobą tych interesów partykularnych stworzyło nową wizję demokracji, która jest interesem ogólnym i łączy w sobie te mniejsze.
Współczesne ruchy miejskie narodziły się z potrzeby partycypacji społecznej. Głębokie segregacje etniczne, migracje, biurokracja, anonimowość sprawiły, że obywatele zechcieli współdecydować o swoim mieście, niezależnie od podziałów. Przykładem może być Brazylia, która w 1986 wprowadziła Ruch na Rzecz Reformy Miejskiej. Oddolne, niezależnie tworzone ruchy są coraz ważniejszym czynnikiem dla funkcjonowania miasta jako tkanki społecznej i swoistego centrum.

## Ruchy miejskie w Polsce
Interesy mieszkańców reprezentowane są przez ruchy miejskie, jak na przykład powołane w 2008 Stowarzyszenie My-Poznaniacy. W Warszawie działają m.in. Miasto Jest Nasze, Warszawskie Stowarzyszenie Lokatorów i Komitet Obrony Lokatorów. Funkcjonują także fora rozwoju, organizacje miejskie, które opowiadają się za inwestycjami w przestrzeni lokalnej.
Przełom ruchów miejskich nastąpił w 2009. W Łodzi odbył się wtedy zjazd inicjatywy „Wspólna Przestrzeń”, która na czas tej konferencji złączyła społeczności forów rozwoju. Również w 2009 do głosu doszły spontaniczne, niesformalizowane lokalne przedsięwzięcia. Warszawskie stowarzyszenie „Sąsiedzkie Włochy” zawnioskowało do ówczesnego Prezydenta RP o niepodpisywanie ustawy o planowaniu przestrzennym. Był to pierwszy przypadek oddziaływania zrzeszonych ruchów miejskich na politykę centralną.
W czerwcu 2011 w Poznaniu odbył się pierwszy Kongres Ruchów Miejskich. Głównym poruszanym problemem było funkcjonowanie prawodawstwa, które nie ułatwia rozwiązywania lokalnych problemów, przykładowo poprzez ścisłe stosowanie zasad inicjatywy prawodawczej wobec projektów wnoszonych przez stronę społeczną. Efektem pierwszego Kongresu Ruchów Miejskich było „9 tez miejskich”. Wtedy też ukuto pojęcie „ruchów miejskich”, co przypisuje się Kacprowi Pobłockiemu. W 2012 w odpowiedzi na to Ministerstwo Rozwoju Regionalnego opracowało plan do Krajowej Polityki Miejskiej, który ma być realizowany w latach 2014–2020. Plan ten obejmuje kreowanie wzrostu gospodarczego miast, tworzenia nowych miejsc pracy oraz poprawy życia mieszkańców (zakres ochrony zdrowia, edukacja, transport, kultura i administracja publiczna). W 2015 w trakcie IV Kongresu Ruchów Miejskich tezy poddano aktualizacji i sformułowano 15 Tez o Mieście, w których zdefiniowano wspólny dla uczestników miastopogląd.
„Anty-bezradnik przestrzenny” wyróżnia kilka sporów obrazujących sposób, w jaki mieszkańcy walczą o prawo do przestrzeni, w której żyją. Zwiększenie udziału mieszkańców działaniach miejskich, gdzie mieszkańcy są zazwyczaj jedną jego stroną, sprzyja świadomości społecznej. Zwiększenie świadomości o planach gospodarowania przestrzennego w mieście generuje nowe patrzenie na pojęcie „miejskości” oraz bycia obywatelem miasta. Sprzyja aktywności społecznej, sensowności jednostki w kontekście ogółu.
W Polsce postulaty i działania ruchów miejskich budzą zastrzeżenia. Odnosi się to m.in. do polityki transportowej ruchów miejskich. Krytyce poddawane są inicjatywy takie jak Masa Krytyczna oraz postulaty zwężania i zamykania ulic jako skierowane przeciw większości mieszkańców. Przeciwnicy ruchów miejskich zarzucają ruchom miejskim opieranie się na dogmatach oraz eksperymentowanie na żywym organizmie, jakim jest miasto.